# 里昆
50°45′48″N 30°15′12″E / 50.76333°N 30.25333°E
里昆（烏克蘭語：Рикунь）是位於烏克蘭北部的村莊，由基辅州维什霍罗德区的季梅爾市鎮負責管轄。該村面積0.9平方公里，海拔高度128米，2001年人口276，人口密度每平方公里305.6人。